# Rochester (Illinois)
Rochester é uma vila localizada no estado americano de Illinois, no Condado de Sangamon.

## Demografia
Segundo o censo americano de 2000, a sua população era de 2893 habitantes.
Em 2006, foi estimada uma população de 3082, um aumento de 189 (6.5%).

## Geografia
De acordo com o United States Census Bureau tem uma área de
5,5 km², dos quais 5,5 km² cobertos por terra e 0,0 km² cobertos por água.

## Localidades na vizinhança
O diagrama seguinte representa as localidades num raio de 12 km ao redor de Rochester.